# Gaetano De Gennaro
Gaetano De Gennaro (Nápoles, 1 de março de 1890 — São Paulo, 21 de maio de 1959) foi um pintor, escultor e professor ítalo-brasileiro.

## Biografia
Pintor, escultor e professor. Tem aulas com seu tio, o pintor Luís Barone em Nápoles (Itália). Vai para Paris (França), onde tem oportunidade de aprimorar seus estudos com Alberto Besnard, cuja influência permanece por toda a sua obra. Estuda escultura com Urbano Basset, na cidade de Grenoble (França), e no Colégio de Artes Decorativas, em Nice (França). Vive parte de sua vida entre Itália, Suíça, França e Inglaterra até fixar-se definitivamente no Brasil, onde atuou também como professor.